# Buan
Buan (en coreano:부안군, romanización revisada: buangun, léase: búan) Es condado en la provincia de Jeolla del Norte al sureste de la república de Corea del Sur. Está ubicada al sur de Seúl a unos 160 km y a 31 km al noreste de Jeonju, cerca de la Bahía de Corea. Su área es de 403.06 km² y su población total es de 60.446 (2010).

## Administración
El condado de Buan se divide en 12 municipios (myeon) y 1 villa (eup).

## Clima
| Parámetros climáticos promedio de Buan (1981−2010) | Parámetros climáticos promedio de Buan (1981−2010) | Parámetros climáticos promedio de Buan (1981−2010) | Parámetros climáticos promedio de Buan (1981−2010) | Parámetros climáticos promedio de Buan (1981−2010) | Parámetros climáticos promedio de Buan (1981−2010) | Parámetros climáticos promedio de Buan (1981−2010) | Parámetros climáticos promedio de Buan (1981−2010) | Parámetros climáticos promedio de Buan (1981−2010) | Parámetros climáticos promedio de Buan (1981−2010) | Parámetros climáticos promedio de Buan (1981−2010) | Parámetros climáticos promedio de Buan (1981−2010) | Parámetros climáticos promedio de Buan (1981−2010) | Parámetros climáticos promedio de Buan (1981−2010) |
| Mes                                                | Ene.                                               | Feb.                                               | Mar.                                               | Abr.                                               | May.                                               | Jun.                                               | Jul.                                               | Ago.                                               | Sep.                                               | Oct.                                               | Nov.                                               | Dic.                                               | Anual                                              |
| -------------------------------------------------- | -------------------------------------------------- | -------------------------------------------------- | -------------------------------------------------- | -------------------------------------------------- | -------------------------------------------------- | -------------------------------------------------- | -------------------------------------------------- | -------------------------------------------------- | -------------------------------------------------- | -------------------------------------------------- | -------------------------------------------------- | -------------------------------------------------- | -------------------------------------------------- |
| Temp. máx. media (°C)                              | 4.1                                                | 6.2                                                | 11.2                                               | 17.7                                               | 22.8                                               | 26.3                                               | 29.4                                               | 30.4                                               | 26.3                                               | 20.8                                               | 13.8                                               | 7.0                                                | 18.0                                               |
| Temp. media (°C)                                   | −0.6                                               | 1.2                                                | 5.5                                                | 11.3                                               | 16.9                                               | 21.3                                               | 25.0                                               | 25.6                                               | 20.9                                               | 14.6                                               | 8.1                                                | 2.0                                                | 12.6                                               |
| Temp. mín. media (°C)                              | −5.0                                               | −3.3                                               | 0.4                                                | 5.7                                                | 11.7                                               | 17.2                                               | 21.6                                               | 21.8                                               | 16.3                                               | 9.0                                                | 3.0                                                | −2.5                                               | 8.0                                                |
| Precipitación total (mm)                           | 34.3                                               | 38.4                                               | 48.9                                               | 73.6                                               | 89.0                                               | 150.0                                              | 276.0                                              | 250.2                                              | 146.9                                              | 51.4                                               | 53.9                                               | 37.7                                               | 1250.4                                             |
| Días de precipitaciones (≥ 0.1 mm)                 | 10.2                                               | 7.6                                                | 8.2                                                | 7.3                                                | 7.6                                                | 8.7                                                | 13.1                                               | 12.7                                               | 8.3                                                | 6.3                                                | 8.5                                                | 9.9                                                | 108.4                                              |
| Horas de sol                                       | 165.0                                              | 178.6                                              | 217.1                                              | 240.3                                              | 253.4                                              | 219.0                                              | 203.6                                              | 227.5                                              | 215.9                                              | 223.9                                              | 169.5                                              | 153.7                                              | 2472.9                                             |
| Humedad relativa (%)                               | 76.5                                               | 74.3                                               | 72.1                                               | 71.0                                               | 73.9                                               | 78.5                                               | 82.3                                               | 80.7                                               | 78.2                                               | 74.4                                               | 73.9                                               | 76.6                                               | 76.0                                               |
| Fuente: Korea Meteorological Administration        |                                                    |                                                    |                                                    |                                                    |                                                    |                                                    |                                                    |                                                    |                                                    |                                                    |                                                    |                                                    |                                                    |

## Ciudades hermanas
- Mungyeong.
- Pohang.